# Veronica Mars
Cet article concerne la série télévisée. Pour le personnage de la série télévisée, voir Veronica Mars (personnage). Pour le film, voir Veronica Mars (film).
Production
Diffusion
Chronologie
Veronica Mars : Le Film
Veronica Mars est une série télévisée américaine en 72 épisodes de 42 minutes (saisons 1 à 3) et de 48 à 54 minutes (saison 4), créée par Rob Thomas, dont les trois premières saisons ont été diffusées entre le 22 septembre 2004 et le 22 mai 2007 sur UPN puis sur The CW, avant de se conclure par une quatrième saison diffusée intégralement le 19 juillet 2019 sur le service Hulu. Au Canada, la première saison a été diffusée à partir du 30 mai 2005 sur le réseau CTV, la seconde saison à partir du 18 juillet 2006 sur SunTV puis la série a été diffusée intégralement sur le service CraveTV le 19 juillet 2019.
En France, les trois premières saisons ont été diffusées à partir du 8 mars 2006 sur 13e rue puis en clair à partir du 19 février 2007 sur M6. La quatrième saison fut diffusée entre le 25 février 2020 et le 17 mars 2020 sur Warner TV. Les trois premières saisons furent également rediffusées à partir du 19 janvier 2017 sur MTV France. En Belgique, les trois premières saisons ont été diffusées sur Plug TV et la quatrième sur Warner TV. Au Québec, les trois premières saisons ont été diffusées à partir du 4 septembre 2008 sur Séries+ puis la quatrième sur le service Club Illico.
Son succès donna naissance à une adaptation cinématographique en 2014, dont l'action se déroule entre la troisième et la quatrième saison de la série.

## Synopsis
Veronica Mars est une jeune lycéenne de Neptune High School, établissement californien où cohabitent les enfants de stars et autres richissimes hommes d'affaires, surnommés les 3-9 — référence au numéro du code postal des quartiers luxueux de Neptune —, et les élèves issus des quartiers populaires.
Mais Veronica n'est pas qu'une simple élève : elle n'hésite pas à donner quelques coups de mains aux affaires de son père, ancien shérif devenu détective privé, ou à louer ses services à ses camarades de classe. Elle n'a de cesse également, au début de la série, de rechercher le véritable meurtrier de Lilly Kane, sa meilleure amie décédée dans de mystérieuses circonstances. Elle cherche également à découvrir l'identité de celui qui l'a droguée pour abuser d'elle lors d'une soirée et voudrait comprendre pourquoi sa mère est partie.
Autour de Veronica gravitent des personnages contrastés : Duncan, frère de Lilly et ancien petit ami mystérieux ; Logan Echolls, fils d'un acteur millionnaire et meilleur ami de Duncan ; Weevil, chef du gang de motards latinos de la ville ; Wallace Fennel, seul réel ami de Veronica, toujours prêt à lui rendre service.

### Saison 1
Veronica vit le parfait bonheur en seconde, entre ses parents très présents, son petit ami Duncan Kane, sa meilleure amie Lilly Kane et le petit ami de celle-ci Logan Echolls. Un jour, pourtant, Duncan quitte Veronica sans la moindre explication. À partir de là, une série d’événements malheureux frappe la jeune fille. Peu après la rentrée en année de seconde, Lilly Kane est assassinée dans des circonstances horribles. Le père de Veronica, alors shérif de la ville, accuse à tort le père de Lilly, ce qui lui vaut d'être destitué de ses fonctions. Peu de temps après, la mère de Veronica se dispute avec son père et s'enfuit, les abandonnant tous deux. Quand la fin de l'année arrive, Veronica commence son enquête pour découvrir le vrai meurtrier de Lilly Kane.
Au lycée, les élèves lui font payer les erreurs de son père, et afin de prouver qu'ils ne l'atteignent pas, Veronica s'incruste dans une fête. Mal lui en prend, car elle y est droguée à son insu et violée. Le nouveau shérif de la ville ne lui apporte pas plus son soutien à la suite de ces événements, et Veronica se refuse d'en parler à son père.
Durant les vacances, le père de Veronica choisit de se reconvertir en détective privé.
C'est à ce moment que la saison 1 débute, les événements précédents étant présentés au spectateur par des flashbacks ou les dialogues. Au lycée, Veronica Mars est mise à l'écart des autres élèves, en particulier les 3-9, qui lui reprochent l'erreur de son père. Mais la jeune fille ne se laisse pas abattre, et met à profit ses talents de détective qu'elle s'est découvert récemment. Elle propose alors ses services à certains de ses camarades la sollicitant, aider son père dans les siennes, et essayer de retrouver sa mère. Côté cœur, Veronica fait la connaissance de Troy Vandergraff, un lycéen dont elle s'amourache, puis de Leo, un jeune policier.
Concernant le meurtre de Lilly, elle n'est pas décidée à perdre sa conviction que le meurtrier de Lilly arrêté, Abel Koontz, qui s'est dénoncé du crime, n'est qu'un bouc émissaire, et que le véritable meurtrier court toujours. Son enquête à ce sujet la conduit à découvrir que tous les événements sont plus ou moins liés.

### Saison 2
Veronica commence sa dernière année de lycée. Après avoir passé la plus grande partie de l'été dans les bras de Logan, les conséquences de la mort d'un des membres des motards les éloignent, puisque Neptune est livré à un climat de tension dont Logan est l'un des acteurs principaux. Après avoir rompu, elle se rend compte que plus rien ne la sépare de son premier amour, Duncan Kane. Ce qui lui vaut la fureur de son ancienne amie, Meg. Mais un nouvel accident vient rompre l'équilibre qui s'était mis en place. Un bus rempli d'élèves de Neptune est victime d'un terrible accident. Qui en est le responsable ? Veronica et son père se lancent dans l’enquête, mais bientôt un corps est retrouvé sur la plage, et dans sa main est écrit le nom de Veronica. Entretemps, la jeune détective doit se séparer définitivement de son petit ami, ayant découvert que Meg était enceinte de Duncan et l'amitié de Wallace est remise en jeu. Les élections du nouveau shérif se préparent, et Keith Mars parait avoir toutes ses chances.

### Saison 3
L'université de Neptune a ouvert ses portes à Wallace Fennel, Cindy Mackenzie et Veronica Mars. Le colocataire de Wallace, Piz (qui devient ensuite son ami), tombe amoureux de Veronica. Mais il lui faut attendre les derniers épisodes de la saison 3 pour vivre une histoire d'amour avec elle, puisqu'elle est pour l'instant avec Logan Echolls. Keith Mars récupère le titre de shérif au cours de la saison mais Veronica doit encore lutter seule contre des machinations au sein de l'université. Elle passe le concours de détective privé et le réussit brillamment. Pourtant, les affaires de viols et les disputes fréquentes avec Logan occupent son esprit. Le meurtre du doyen de l'université finit de fragiliser le nouvel équilibre trouvé par la jeune fille.

### Le film
Neuf ans après, Veronica Mars est sur le point de devenir avocate à New York. Elle est toujours avec Stosh « Piz » Piznarski. Elle retourne cependant à Neptune pour aider Logan Echolls qui est accusé du meurtre de son ex-petite-amie, Bonnie DeVille. Elle en profite pour revoir ses amis, Wallace et Mac, et assiste à la réunion des dix ans de la fin de son lycée Neptune High.

### Saison 4
Veronica et son père enquêtent sur l'explosion d'une bombe au Sea Sprite, un hôtel situé sur la promenade de Neptune. En plein spring break, la ville est en ébullition : un nouveau plan municipal doit être voté. Logan est de retour d'une mission au Moyen-Orient et tente de préserver sa relation avec Veronica.

## Distribution

### Acteurs principaux
- Kristen Bell (VF : Laura Préjean) : Veronica Mars
- Enrico Colantoni (VF : Érik Colin (saisons 1 à 3) puis Thierry Kazazian (saison 4)) : Keith Mars
- Jason Dohring (VF : Charles Pestel) : Logan Echolls (saisons 1 à 4)
- Percy Daggs III (VF : Yoann Sover) : Wallace Fennel (saisons 1 à 3 - récurrent saison 4)
- Teddy Dunn (VF : Tony Marot) : Duncan Kane (saisons 1 et 2)
- Francis Capra (VF : Axel Kiener (saisons 1 à 3) puis Xavier Fagnon (saison 4)) : Eli « Weevil » Navarro (saisons 1 à 3 - récurrent saison 4)
- Sydney Tamiia Poitier (VF : Barbara Beretta) : Mallory Dent[9] (saison 1)
- Ryan Hansen (VF : Julien Allouf) : Dick Casablancas (saisons 2 et 3 - récurrent saisons 1 et 4)
- Tina Majorino (VF : Élodie Ben) : Cindy « Mac » Mackenzie (saison 3 - récurrent saisons 1 et 2)
- Michael Muhney (VF : Tanguy Goasdoué) : Don Lamb (saison 3 - récurrent saisons 1 et 2)
- Kyle Gallner (VF : Brice Ournac) : Cassidy « Beaver » Casablancas (saison 2 - récurrent saison 1)
- Tessa Thompson (VF : Fily Keita) : Jackie Cook (saison 2)
- Julie Gonzalo (VF : Sauvane Delanoë) : Parker Lee (saison 3 - invité saison 4)
- Chris Lowell (VF : Jonathan Amram) : Stosh « Piz » Piznarski (saison 3)

Photos des acteurs principaux au Comic-Con de San Diego 2013
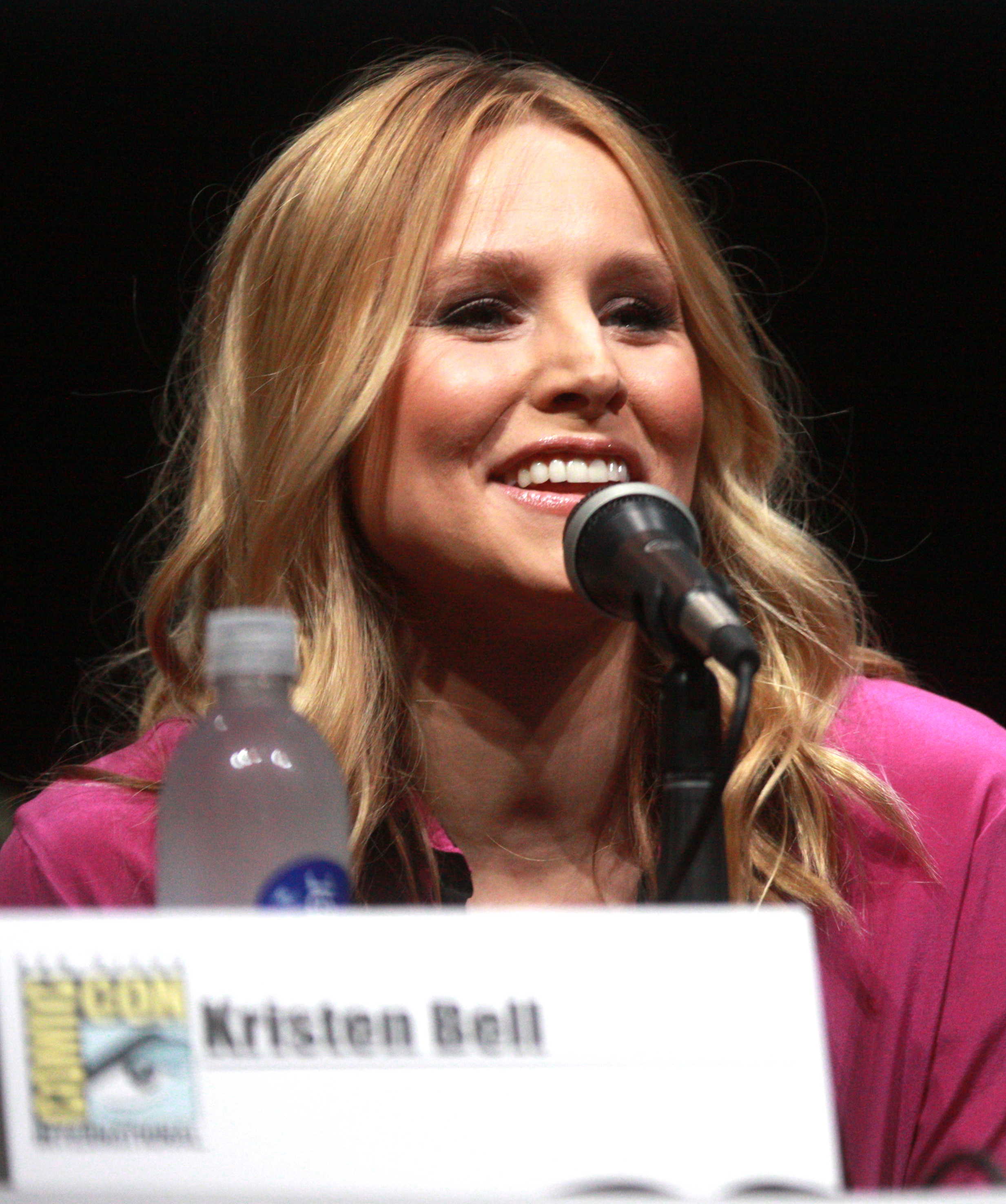
Kristen Bell interprète Veronica Mars
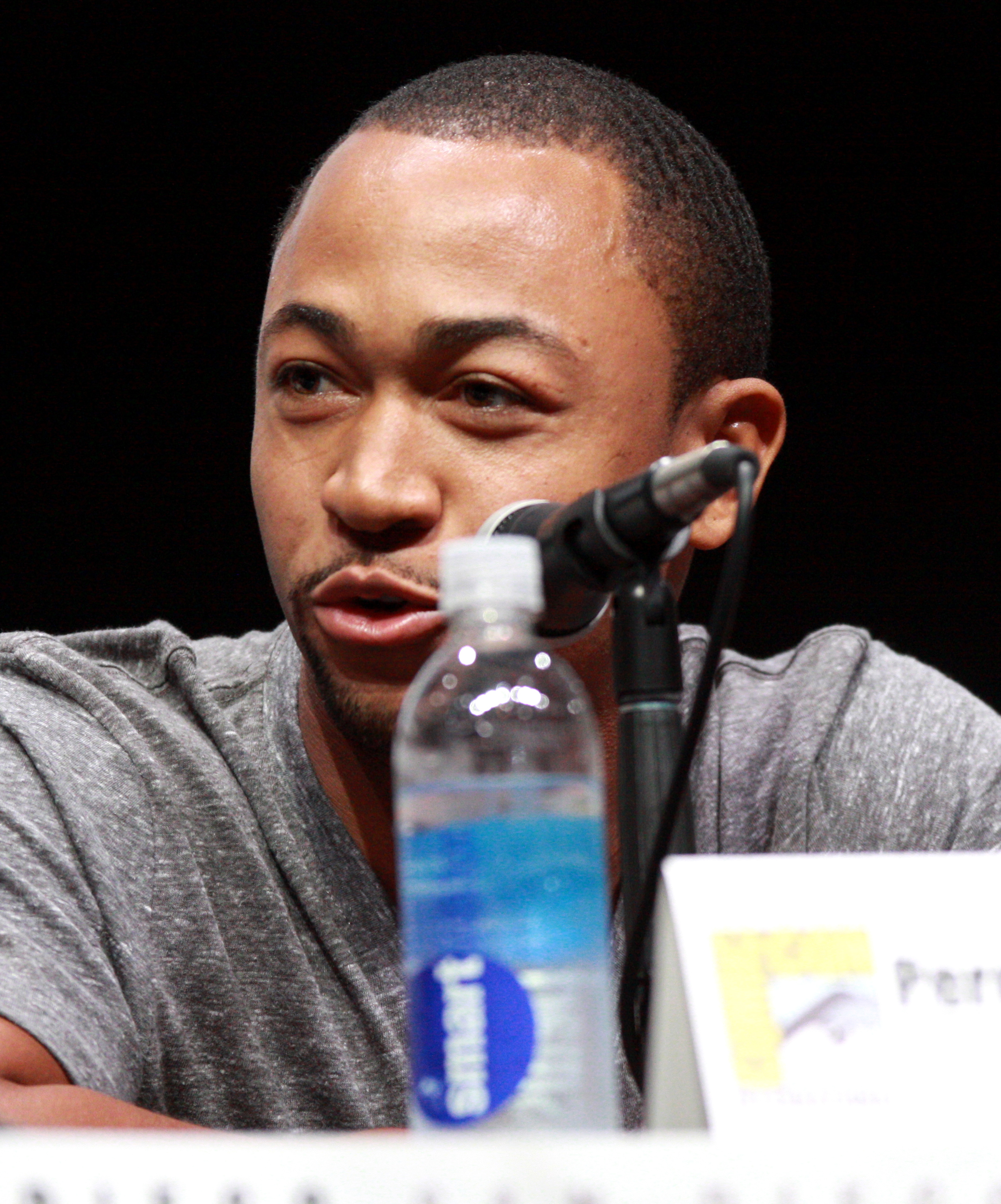
Percy Daggs III interprète Wallace Fennel
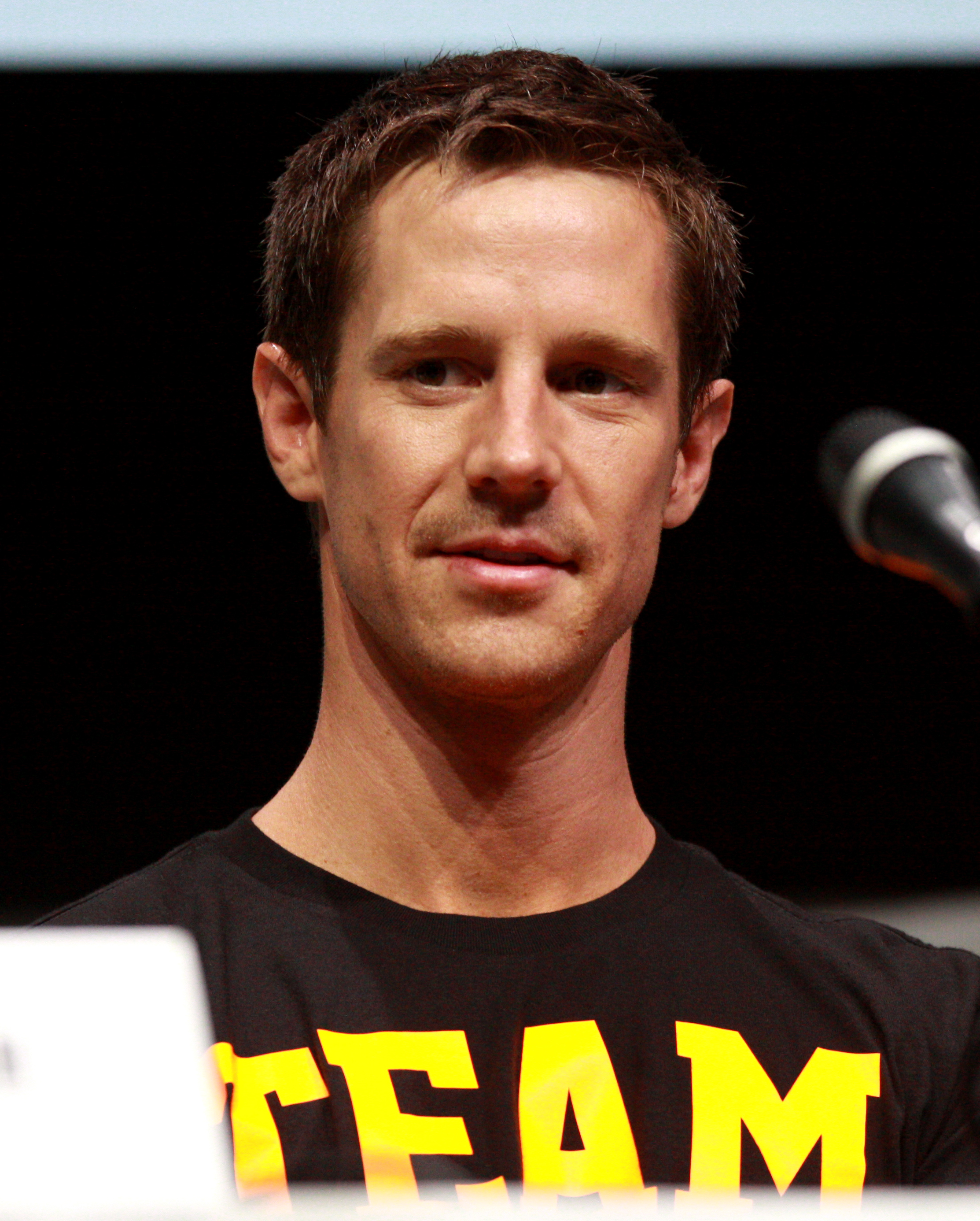
Jason Dohring interprète Logan Echolls
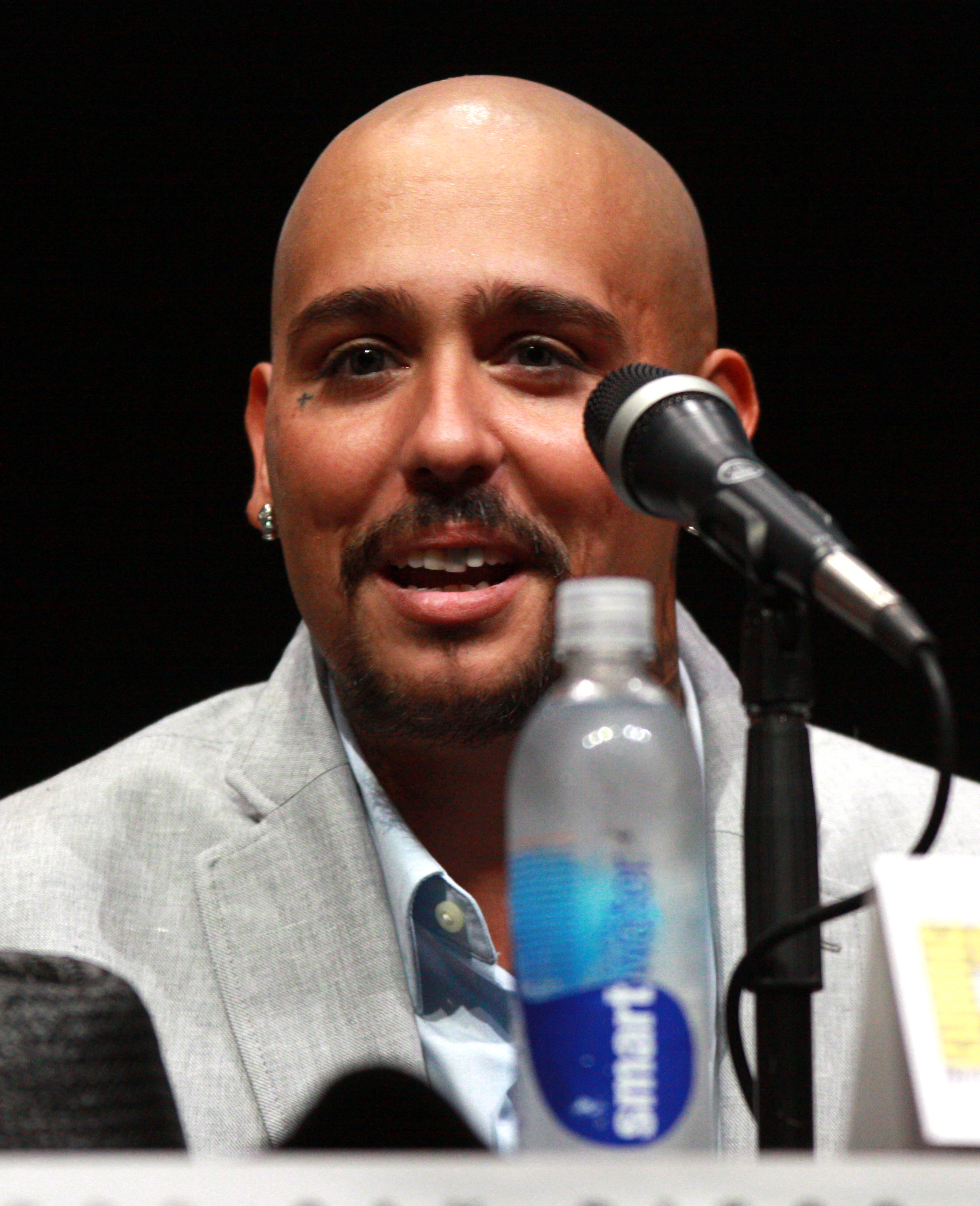
Francis Capra interprète Eli « Weevil » Navarro
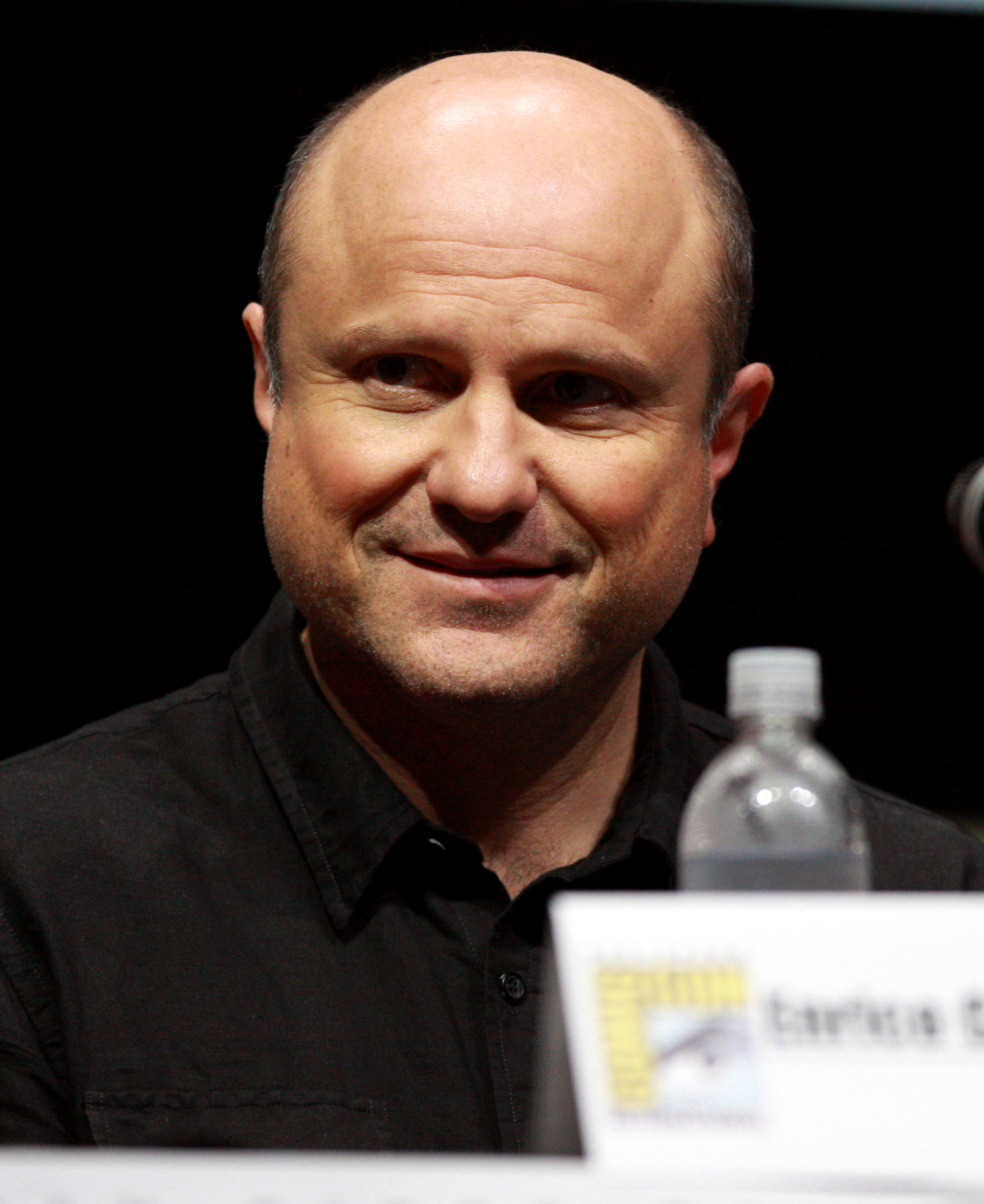
Enrico Colantoni interprète Keith Mars
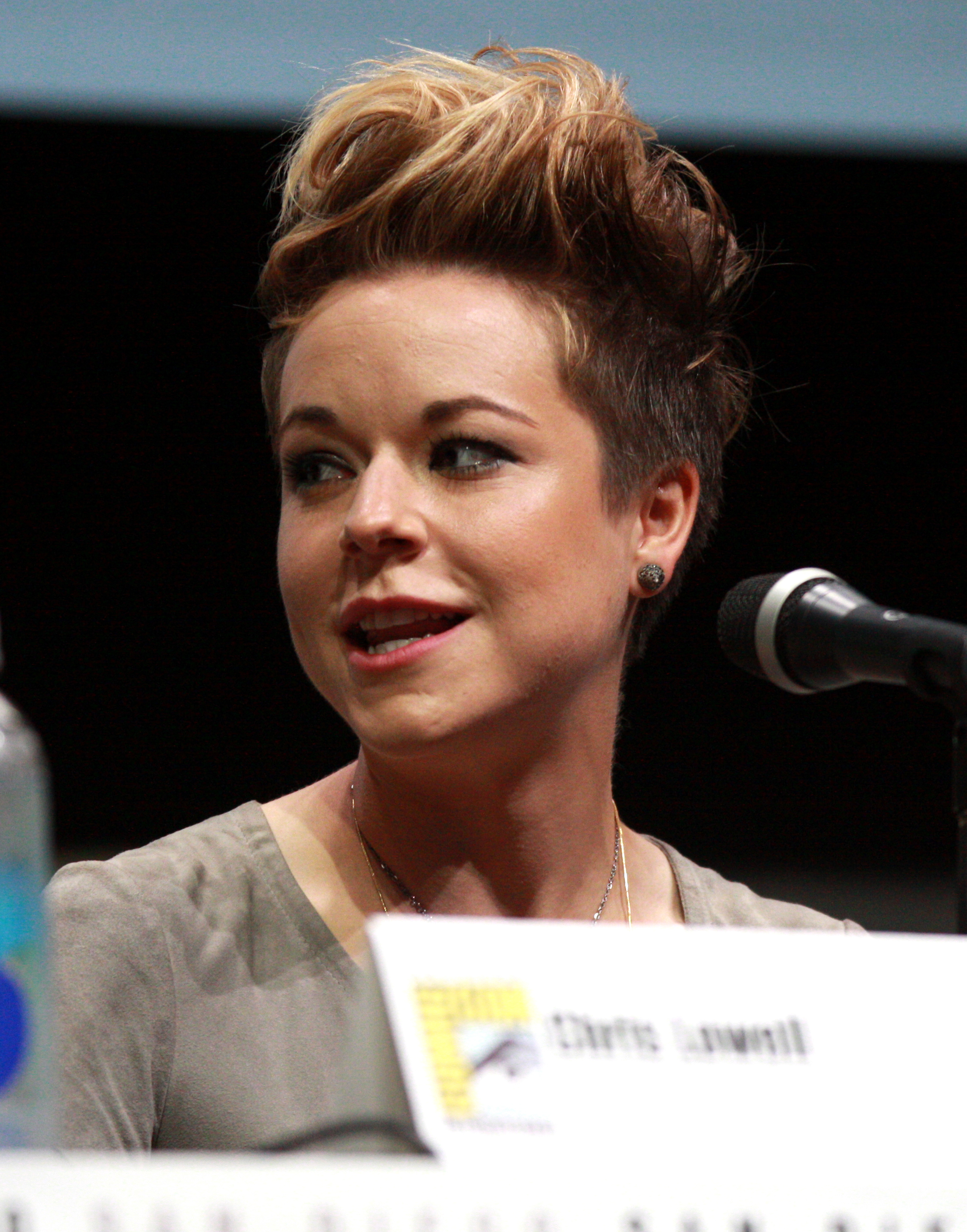
Tina Majorino interprète Cindy « Mac » Mackenzie
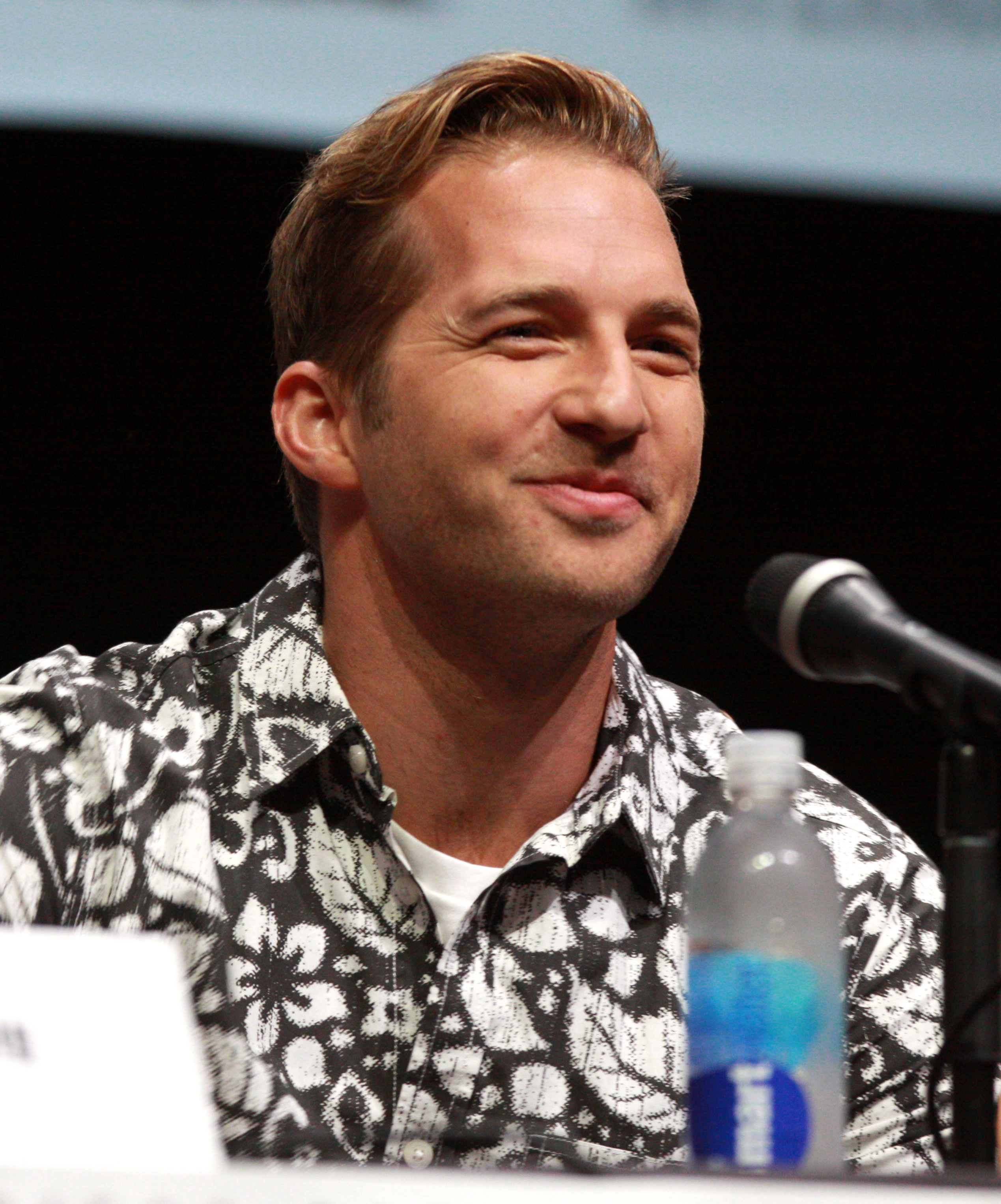
Ryan Hansen interprète Dick Casablancas
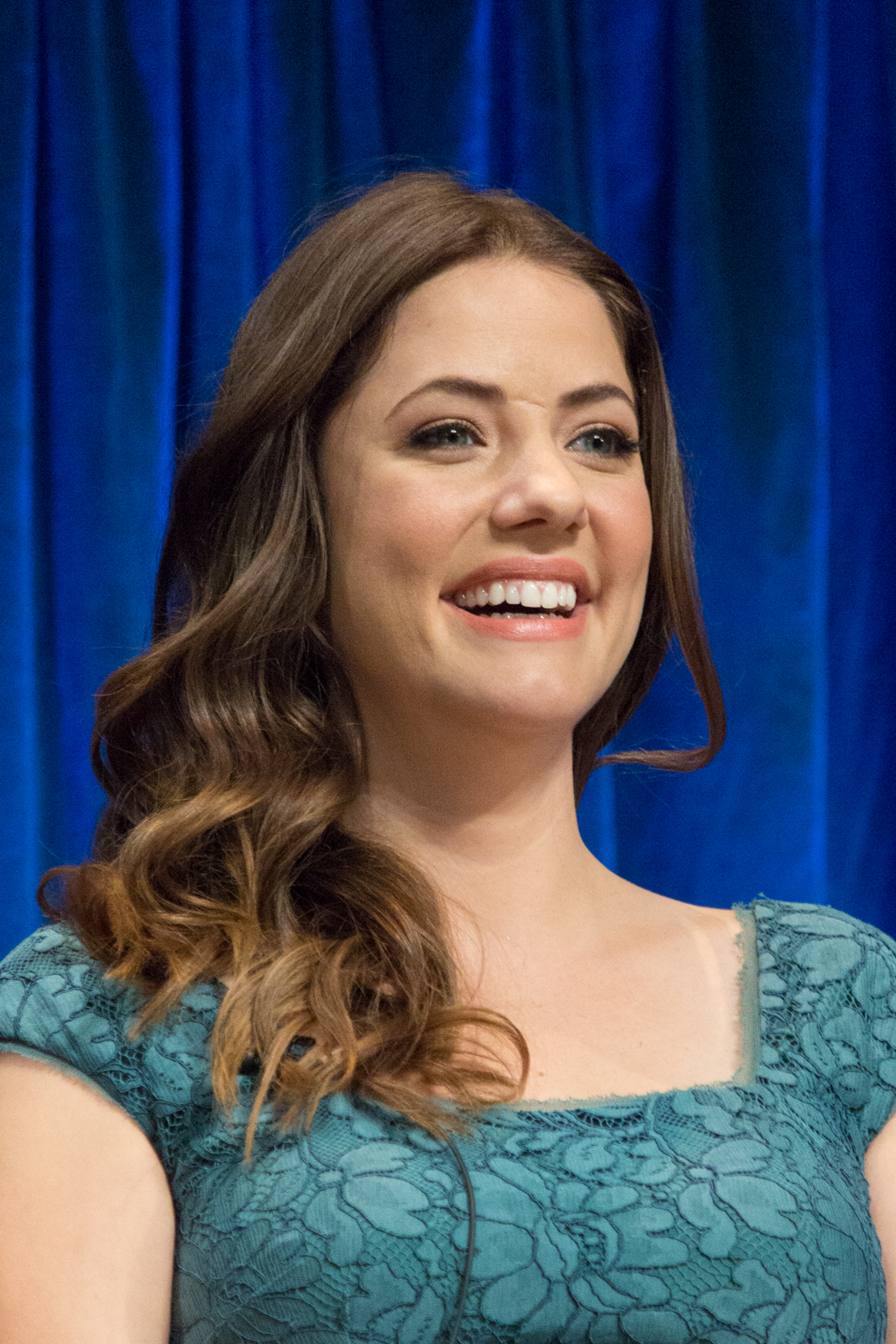
Julie Gonzalo interprète Parker Lee
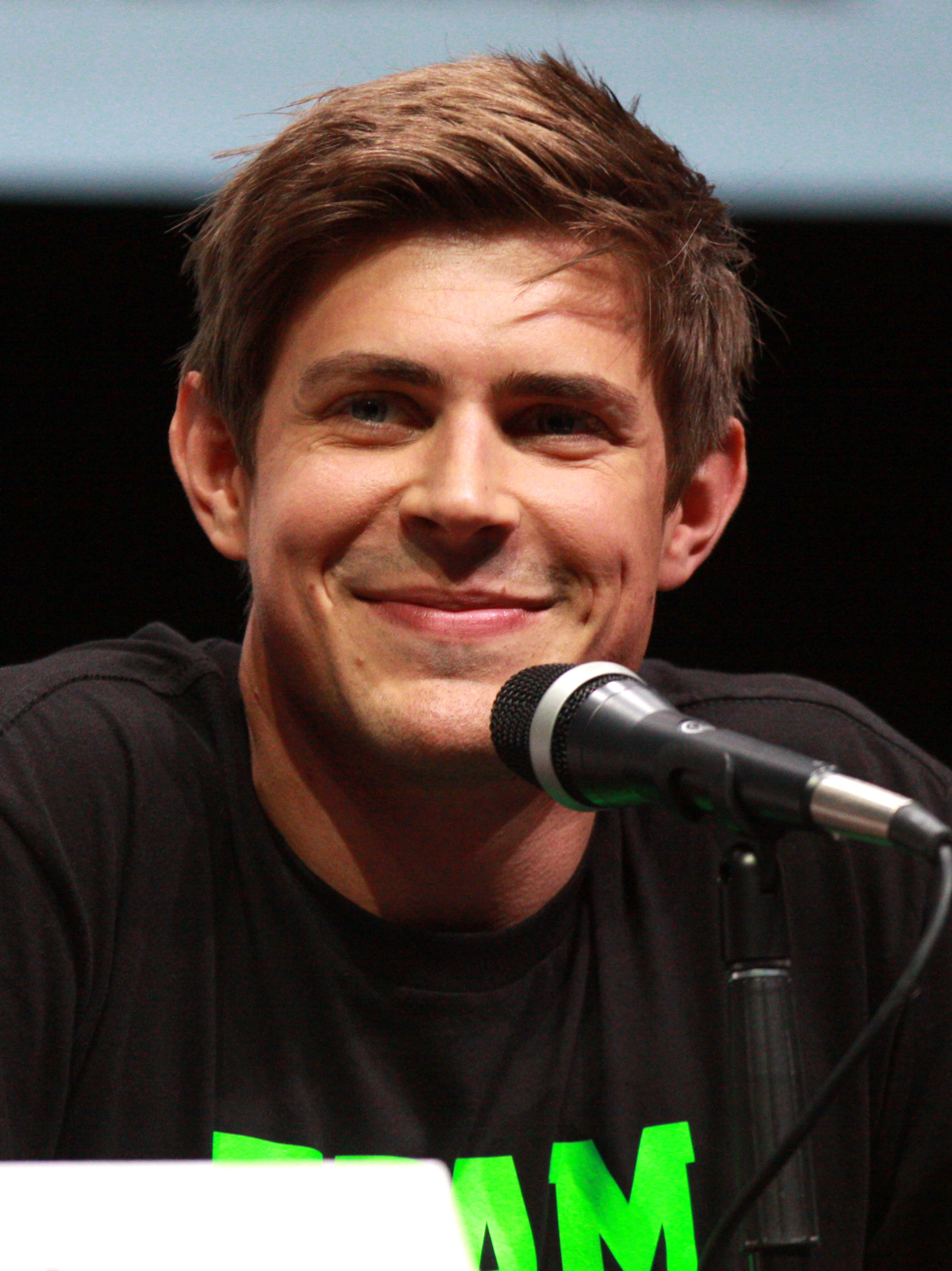
Chris Lowell interprète Stosh « Piz » Piznarski

### Acteurs récurrents

#### Introduits dans la première saison

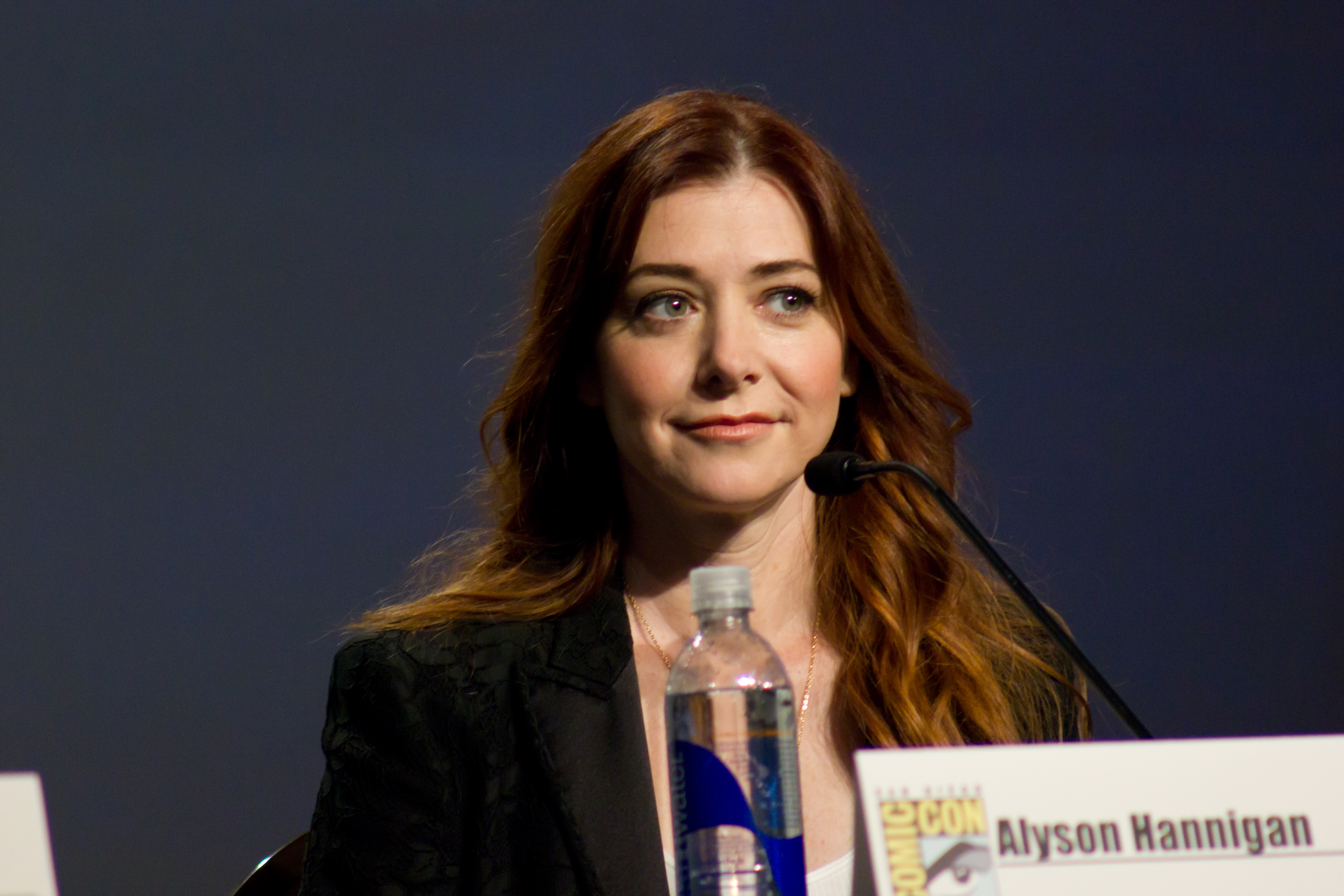
Alyson Hannigan interprète Trina Echolls.

- Daran Norris (VF : Marc Bretonnière) : Clifford « Clif » McCormack
- Joey Lauren Adams (VF : Ariane Deviègue) : Geena Stafford
- Amanda Seyfried (VF : Marie-Eugénie Maréchal) : Lilly Kane
- Kyle Secor (VF : Régis Lang) : Jake Kane
- Corinne Bohrer (VF : Marie-Frédérique Habert) : Lianne Mars
- Harry Hamlin (VF : Philippe Dumond) : Aaron Echolls
- Lisa Rinna (VF : Rafaèle Moutier) : Lynn Echolls
- Amanda Noret (en) (VF : Sylvia Conti) : Madison Sinclair
- Christian Clemenson (VF : Roland Timsit) : Abel Koontz
- Alyson Hannigan (VF : Virginie Ledieu) : Trina Echolls
- Lisa Thornhill (VF : Ninou Fratellini) : Celeste Kane
- Aaron Ashmore (VF : Fabrice Trojani) : Troy Vandegraff
- Brad Bufanda (en) (VF : Vincent Ribeiro) : Felix Toombs
- Duane Daniels (VF : Hervé Caradec) : le principal Van Clemmons
- Erica Gimpel (VF : Maïk Darah) : Alicia Fennel
- Alona Tal (VF : Marie Giraudon) : Meg Manning
- Paula Marshall (VF : Marine Jolivet) : Rebecca James
- Seraina Jaqueline (VF : Blanche Ravalec) : Inga Olofson
- Max Greenfield (VF : Adrien Antoine) : Leo D'Amato
- Brandon Hillock (VF : Philippe Siboulet) : l'adjoint Jerry Sacks
- Christopher B. Duncan (VF : Thierry Mercier) : Clarence Wiedman

#### Introduits dans la deuxième saison

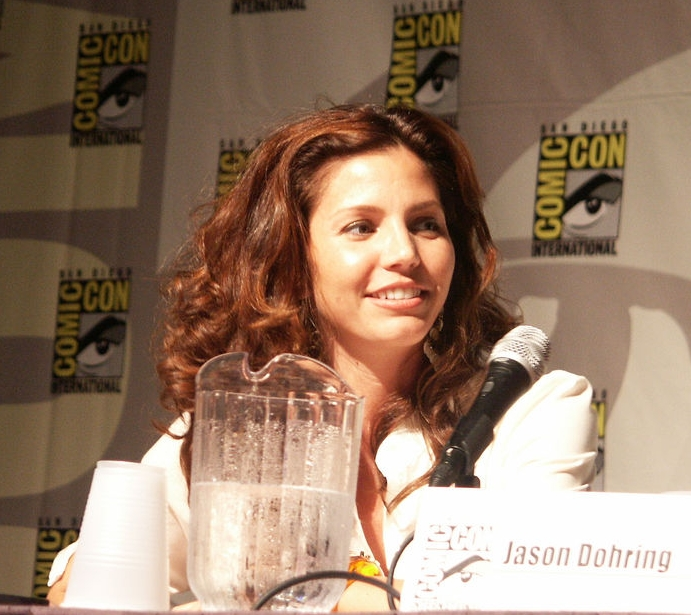
Charisma Carpenter interprète Kendall Casablancas.

- Charisma Carpenter (VF : Malvina Germain) : Kendall Casablancas
- Krysten Ritter (VF : Gaëlle Le Fur) : Gia Goodman
- Jessie Schram (VF : Sarah Marot) : Hannah Griffith
- Jeffrey D. Sams (VF : Jean-Paul Pitolin) : Terrence Cook
- Steve Guttenberg (VF : Jean-François Kopf) : Woody Goodman
- Ken Marino (VF : Olivier Cordina) : Vinnie Van Lowe
- Rodney Rowland (VF : Guillaume Orsat) : Liam Fitzpatrick
- Adam Hendershott (VF : Emmanuel Garijo) : Van Clemmons
- David Starzyk (VF : Philippe Valmont) : Richard Casablancas

#### Introduits dans la troisième saison
- Ed Begley Jr. (VF : Gabriel Le Doze) : Cyrus O'Dell
- Patrick Fabian (VF : Jérôme Rebbot) : Hank Landry
- Jaime Ray Newman (VF : Emmanuelle Hamet-Pailly) : Mindy O'Dell
- Richard Grieco (VF : Franck Capillery) : Steve Botando
- David Tom (VF : Constantin Pappas) : Chip Diller
- James Jordan (VF : Stéphane Marais) : Tim Foyle
- Chastity Dotson (en) (VF : Sylvie Jacob) : Nish Sweeney
- Cher Ferreyra (VF : Anne Mathot) : Fern Delgado
- Adam Rose (VF : Franck Tordjman) : Max
- Ryan Devlin (en) (VF : Benjamin Boyer) : Mercer Hayes
- Andrew McClain (VF : Guinal Barthélémy) : Moe Flater
- Michael Mitchell (it) (VF : Didier Cherbuy) : Bronson Pope

#### Introduits dans la quatrième saison
- Clifton Collins Jr. (VF : Laurent Maurel) : Alonzo Lozano
- Frank Gallegos (VF : Marc Saez) : Dodie Mendoza
- J. K. Simmons (VF : Jean Barney) : Clyde Pickett
- Dawnn Lewis (VF : Corinne Wellong) : Marcia Langdon
- Patton Oswalt (VF : Jean-Loup Horwitz) : Penn Epner
- Izabela Vidovic (VF : Alice Orsat) : Matty Ross
- Kirby Howell-Baptiste (VF : Fily Keita) : Nicole Malloy
- Scott Vance : Bob Sargent
- Mido Hamada (VF : Rody Benghezala) : Daniel Maloof
- Jacqueline Antaramian (VF : Zaïra Benbadis) : Amalia Maloof
- Paul Karmiryan (VF : Alexandre Nguyen) : Alex Maloof
- Clark Duke (VF : Christophe Lemoine) : Don
- Onahoua Rodriguez (VF : Josy Bernard) : Claudia Navarro
- Mary McDonnell (VF : Armelle Gallaud) : Jane

 Source et légende : version française (VF) sur RS Doublage et Doublage Séries Database

## Production

### Développement
Le 21 août 2018, le site Deadline publie un article affirmant que la plateforme de streaming Hulu serait en discussion avec Kristen Bell et Rob Thomas pour produire une saison 4.
Le 6 septembre 2018, le site TVLine indique que le tournage de la nouvelle saison débuterait fin octobre 2018 et s'achèverait en mars 2019, et qu'Enrico Colantoni serait de retour.
Le 20 septembre 2018, Kristen Bell confirme officiellement le retour de la série. La saison contiendra huit épisodes, dont les événements devraient se dérouler cinq ans après ceux du film.
Selon Kristen Bell, la saison 4 sera plus sombre que les autres saisons : « Ça va être un univers bien plus sombre, et un univers plus vaste. Ça ne ressemblera pas à ce qu'on a fait sur UPN ou The CW. De ce fait, je veux que les fans soient prêts à ce que soit plus sombre, plus vaste et plus cinématographique ».
La nouvelle saison est diffusée sur la plateforme Hulu depuis le 20 juillet 2019. En fin d'année, Rob Thomas confirme que cette quatrième saison était un projet unique et qu'une cinquième saison n'est pas en développement.

### Distributions des rôles
Kristen Bell a été choisie pour incarner Veronica Mars parmi plus de 500 femmes auditionnées pour le rôle. Elle pensait que c'était « juste de la chance » que Rob Thomas ait vu que « j’avais un peu de folie pour moi, et c’est exactement ce qu’il voulait ». Elle pensait que c’était son apparence de pom-pom girl et son attitude extérieure qui la distinguaient des autres femmes qui avaient auditionné.
Jason Dohring, qui interprète Logan Echolls, a initialement auditionné pour le rôle de Duncan Kane. Teddy Dunn a d'abord auditionné pour Logan, mais a fini par représenter Duncan Kane.
Percy Daggs III a auditionné deux fois pour le rôle de Wallace Fennel avant d'être sélectionné, et il a dû passer trois tests avec le studio et les dirigeants du réseau. Lors de sa première audition, il a lu quatre scènes du pilote. Juste avant son test en studio, il a lu avec Kristen Bell et a eu « une excellente conversation ». Il a dit qu'elle « m'a mis à l'aise pour auditionner » et était l'une des principales raisons pour lesquelles il est devenu plus à l'aise de jouer à Wallace au cours de la saison.
Saison 4 (2019)
L'acteur Enrico Colantoni reprend son rôle en tant que Keith Mars.
Rob Thomas a annoncé que Jason Dohring, Percy Daggs III et Francis Capra seront de retour pour la saison 4. David Starzyk (en) reprend également son rôle en tant que Richard Casablancas, le père le Dick et Beaver.
L'actrice Dawnn Lewis a été choisie pour le rôle de Marcia Langdon, nouvelle chef de la police de Neptune.
Le 7 novembre 2018, Kirby Howell-Baptiste a été choisie pour le rôle de Nicole Malloy.
Le 8 novembre 2018, il est annoncé que l'acteur Max Greenfield reprendra son rôle en tant que Leo D'Amato, le temps de plusieurs épisodes et que l'acteur Patton Oswalt a été choisi pour le rôle de Penn Epner.
Le 12 novembre 2018, Clifton Collins Jr. a été choisi pour le rôle de Alonzo Lozano, membre du cartel mexicain et Izabela Vidovic pour le rôle de Matty Ross.
Le 15 novembre 2018, J. K. Simmons a été choisi pour le rôle de Clyde Pickett, un ex-détenu lié à Richard Casablancas.
L'acteur Adam Rose sera de retour dans la nouvelle saison pour reprendre le rôle de Max, l'ancien petit-ami de Mac pendant la saison 3. Il devrait apparaître dans six épisodes.

### Le film
En juin 2007, quelques semaines après l'arrêt de la série aux États-Unis, Rob Thomas évoque la possibilité de continuer l'aventure sous forme de comics ou d'un film. Plus d'un an plus tard, le créateur de Veronica Mars est en pleine création d'une nouvelle série intitulée Cupid mais déclare cependant : « dès que j'ai un peu de temps libre, je m'en occupe. Je veux en faire une priorité ! J'en ai d'ailleurs déjà parlé avec Joel Silver, coproducteur de la série ».
En septembre 2008, le projet semble se concrétiser notamment en raison de l'influence de Joel Silver auprès de Warner Bros. et de la motivation de Kristen Bell pour reprendre son rôle. Entertainment Weekly dévoile alors que l'intrigue pourrait reprendre après la saison 3 en ignorant le court-métrage censé introduire la saison 4 jamais produite (dans lequel Veronica intégrait le FBI). En mars 2009, Rob Thomas raconte : « J'ai présenté l'histoire à Joel Silver. Il semble avoir vraiment apprécié ce que je lui en ai dit. J'attends de savoir s'il va réussir à convaincre les dirigeants de Warner Bros. de se lancer dans l'aventure. S'ils disent non, c'est fini, car le studio détient les droits. Je ne pourrais pas faire le film en dehors de ce studio ». Cependant, en juillet 2009, il est révélé que la Warner n'a pas donné son accord pour le film et que le projet est donc abandonné.
En avril 2010, Rob Thomas déclare cependant à Entertainment Weekly que ce « n'est pas mort. Je veux toujours le faire. C'est drôle, parce que les rumeurs ont enflé. Kristen Bell a dit à quelqu'un que j'avais écrit un scénario, et ce n'était pas vrai. J'ai bien une idée et un pitch, que j'ai bien envoyés à Warner Bros. et Joel Silver (…) Je pense qu'ils ont fait l'une de leurs études de marque car, en gros, ils m'ont dit : “On ne sait pas si l'on peut faire de l'argent avec ça”. Donc, cela a été mis en attente. Mais, je veux toujours le faire ». En septembre 2010, Kristen Bell évoque les réticences de la Warner à produire le film, le studio étant persuadé que le film n'aura pas de public. L'actrice incite cependant les fans de la série à montrer leur intérêt pour le projet sur les réseaux sociaux.
Le 13 mars 2013, Le scénariste Rob Thomas et l'actrice Kristen Bell ont lancé une campagne Kickstarter afin d'établir le financement participatif du film tiré de la série. Rob Thomas espère alors récolter 2 millions de dollars de dons, soit la somme la plus importante jamais demandée par un projet de film via Kickstarter. Le projet est lancé vers 16 h (heure de Paris) sur Kickstarter, la plateforme star du financement participatif. En cas de succès, le film pourrait entrer en phase de tournage dès l'été 2013 pour une sortie début 2014, affirme Rob Thomas. L'objectif fut atteint en moins de onze heures et à peine vingt-quatre heures plus tard, le projet a reçu près de 3,3 millions de promesses de dons, une somme record qui dépasse déjà les attentes de Rob Thomas. La campagne permettra de récolter après un mois de fonctionnement 5,7 millions de dollars. Cet engouement finira de convaincre la Warner Bros de financer le film.
En avril 2013, alors que le projet se concrétise, Rob Thomas annonce que Jason Dohring reprendra son rôle de Logan Echolls et que l'intrigue pourrait tourner autour de lui.
Le film est sorti le 14 mars 2014, il réunit Kristen Bell mais aussi la quasi-totalité du casting principal de la série Enrico Colantoni, Jason Dohring, Tina Majorino, Ryan Hansen, Francis Capra, Percy Daggs III, Chris Lowell et Krysten Ritter.

### Tournage

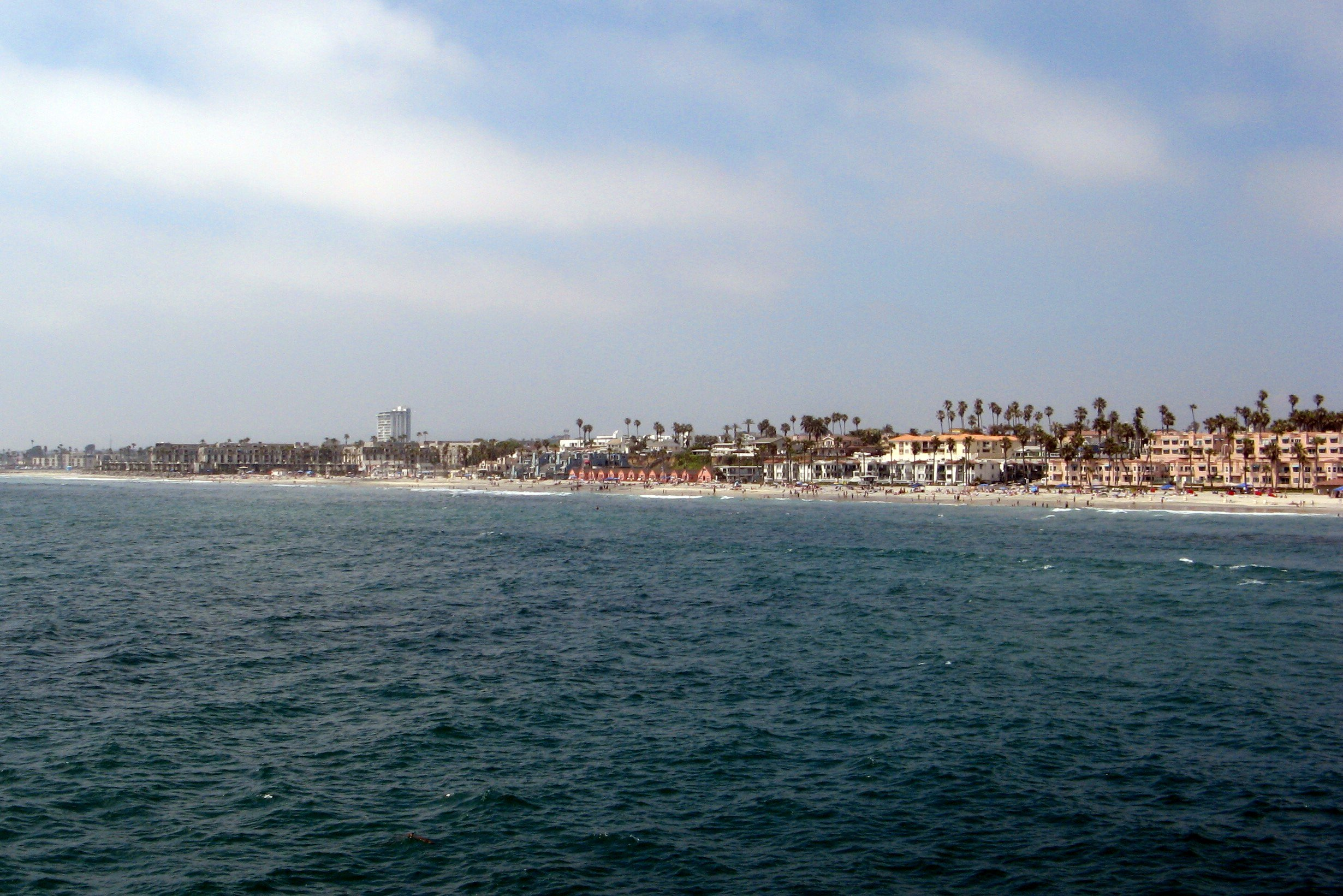
Oceanside, comté de San Diego, en Californie a servi de lieu de tournage à Neptune.

Le tournage de la saison 4 a été tourné entre fin octobre 2018 et mars 2019 à Los Angeles.

## Épisodes
| Saisons | Saisons | Nombre d'épisodes | Diffusion originale | Diffusion originale | Chaîne d'origine |
| Saisons | Saisons | Nombre d'épisodes | Début de saison     | Fin de saison       | Chaîne d'origine |
| ------- | ------- | ----------------- | ------------------- | ------------------- | ---------------- |
|         | 1       | 22                | 22 septembre 2004   | 10 mai 2005         | UPN              |
|         | 2       | 22                | 28 septembre 2005   | 9 mai 2006          | UPN              |
|         | 3       | 20                | 3 octobre 2006      | 22 mai 2007         | The CW           |
|         | Film    | Film              | 14 mars 2014        | 14 mars 2014        | Warner Bros.     |
|         | 4       | 8                 | 19 juillet 2019     | 19 juillet 2019     | Hulu             |

## Autour de la série
Au bout de trois saisons, la série a été annulée deux jours après la présentation des programmes de The CW pour l'année 2007-2008 en raison de ses audiences catastrophiques (parfois même inférieures à 2 millions).
À l'origine, la série fait partie du « grand cru » de la saison télévisuelle 2004-2005 qui avait accueilli, entre autres, Lost, Les 4400, Desperate Housewives et Grey's Anatomy. Et bien que, contrairement à ses homologues cités ci-dessus, Veronica Mars ne soit pas un « blockbuster » du côté des audiences, elle n'en reste pas moins l'une des séries les plus marquantes et originales de ces dernières années.
La musique du générique est We Used to Be Friends du groupe The Dandy Warhols. Le chanteur du groupe, Courtney Taylor Taylor a fait une apparition dans l'épisode 3 de la saison 2 (Cheatty Cheatty Bang Bang).
En 2006, après plusieurs semaines d'attente pour savoir si la série serait renouvelée pour une troisième saison (chose qui n'était pas gagnée d'avance, vu les faibles audiences qu'a réalisées la série au long de sa deuxième saison), le suspense est enfin terminé et les fans peuvent se réjouir : Veronica Mars est de retour pour la saison 2006-2007. Grâce à l'importante mobilisation des nombreux fans de la série (qui ont fait des pieds et des mains pour attirer l'attention, comme faire don de DVD de la série à des bibliothèques, ou récolter de l'argent pour pouvoir faire voler un avion au-dessus de Los Angeles avec une banderole disant : « Renouvelez Veronica Mars ! »), et à « l'amour » que porte la directrice de la chaîne à la série, celle-ci a été renouvelée. Dans un premier temps, treize épisodes sont commandés pour la saison 3. Les audiences étant plus ou moins correctes, sept épisodes supplémentaires ont été annoncés, ce qui porte à vingt le nombre d'épisodes pour la 3e saison. Veronica Mars est donc diffusée sur la nouvelle chaîne The CW (qui débute en septembre 2006), fruit de la fusion entre The WB et UPN (cette dernière ayant diffusé la série pendant 2 saisons). Même s'il était très probable, même avant l'annonce officielle, que la série fasse partie de la grille des programmes de la nouvelle chaîne, l'inquiétude ne s'en faisait pas moins ressentir étant donné que pour créer une nouvelle grille des programmes à partir de deux chaînes différentes, chacune ayant leurs propres séries, il y aurait obligatoirement des sacrifices des 2 côtés. Et The WB et UPN ont chacune annulé beaucoup de leurs actuelles séries, faisant des heureux et des malheureux. Les fans de Veronica, eux, font partie des heureux, leur héroïne étant bien de retour !
Le dernier épisode de la saison 2 donnait l'indication que Veronica Mars serait renouvelée pour une saison 3. Lorsque Duncan reçoit un appel sur son mobile, il répond « C.W ? » (les initiales de son interlocuteur, Clarence Wiedeman). Celui-ci lui répond « It's a done deal » (« affaire réglée »). Les fans ont ainsi su par la malice des scénaristes que le renouvellement ne faisait quasiment aucun doute.
Deux anciennes actrices de la série Buffy contre les vampires, Alyson Hannigan et Charisma Carpenter, apparaissent dans des rôles récurrents. Ce n'est probablement pas fortuit car Rob Thomas n'a jamais caché son admiration pour Joss Whedon, le créateur de Buffy contre les vampires. Par ailleurs, Whedon lui-même a tenu un petit rôle dans le sixième épisode de la seconde saison de Veronica Mars, La Vie est injuste (Rat Saw God).
Lors de sa troisième saison, Veronica Mars enregistre des scores d'audience très faibles, ne lui laissant que peu de chances pour une quatrième saison. Pour cette éventuelle saison 4, si jamais elle avait été produite, on annonçait alors un remaniement du concept la série : se déroulant 5 ans après la saison 3, on devait y retrouver une Veronica entamant une formation au FBI. Les dirigeants de The CW se sont réunis le 2 mai pour aborder le sujet. Après avoir annoncé qu'une décision serait prise le 15 juin 2007, The CW a finalement préféré annuler la série deux jours après les upfronts (c'est-à-dire la conférence de presse organisée par certaines chaînes de télévision américaine annonçant le programme de la prochaine saison).

### Campagnes de fans

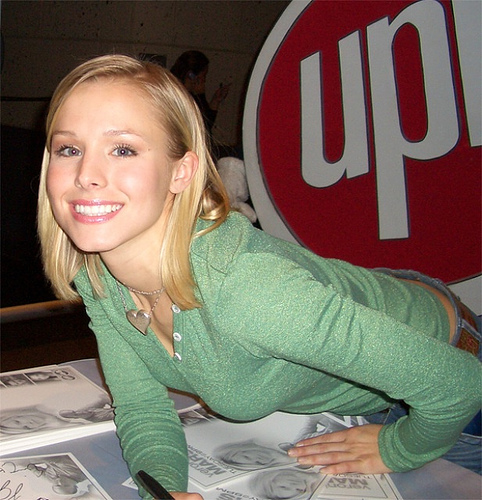
L'actrice Kristen Bell, à une séance de dédicaces en 2006.

La série a attiré une base de fans extrêmement loyaux et dévoués qui continue de grandir. Des communautés se sont développées via internet et plusieurs d'entre elles ont pris part à des campagnes mineures ou majeures pour attirer plus de téléspectateurs et de publicité à Veronica Mars pour assurer le succès de la série.
Un groupe de fans, sur LiveJournal, qui s'appelle les Cloud Watchers, a fait plusieurs actions depuis le printemps 2006, lorsque les stations UPN et The WB allaient fusionner en The CW. Le 9 mai 2006, le groupe a loué les services d'un avion pour voler entre les bureaux de UPN à Los Angeles et le futur site des bureaux de The CW à Burbank, qui tirait une bannière avec les mots « RENOUVELEZ VERONICA MARS! CW 2006! » pour attirer notamment l'attention des cadres de la chaîne et des médias. Ils avaient précédemment envoyé des paquets incluant des jumelles, de l'information sur le plan de vol de l'avion et des cadeaux inspirés de Veronica Mars aux futurs cadres de la CW et aux gens influents dans les médias de divertissements.
Après l'annonce du renouvellement de la série pour une troisième saison le 18 mai 2006, les fans n'ont pas arrêté les campagnes. Les Cloud Watchers en ont commencé une nouvelle, celle-ci pour attirer plus de téléspectateurs à Veronica Mars en donnant des DVD de la première saison à des bibliothèques partout aux États-Unis. Au 30 juin, ils avaient donné plus de 18 300 $ de DVD.
Malgré une nouvelle campagne de fans au printemps 2007 (où ils envoyaient des barres chocolatées de Mars aux dirigeants de la chaîne) pour demander le renouvellement de Veronica Mars pour une quatrième saison, The CW a annoncé que la série était bel et bien terminée. Rob Thomas a néanmoins laissé sous-entendre que la série pourrait revenir sous forme de film ou de comics.
Michael Ausiello annonce en juin 2009 sur son blog que le film Veronica Mars ne verra probablement pas le jour. Interviewée aux Saturn Awards, Kristen Bell a déclaré : « Je ne pense pas que cela arrivera un jour ». Si le créateur de la série Rob Thomas et l'actrice étaient 100 % pour ce projet, ce n'était pas le cas du studio. « Nous avons présenté notre projet à Warner Bros et Joel Silver nous a dit qu'il n'y avait pas vraiment d'enthousiasme pour ce film. C'est un obstacle que l'on ne peut malheureusement pas contourner. »
Dernière solution d'après Kristen Bell : inonder la Warner de lettres pour réclamer ce film…

## Analyse[41]
Veronica Mars est une série qui, bien qu'elle soit destinée à un public plutôt adolescent, interroge le statut de la femme et la place qu'elle occupe dans la société des années 2000. En mettant en scène une jeune femme qui vit dans une famille monoparentale et qui rejette la figure du père patriarche, les problèmes psycho-émotionnels et socio-économiques liés au contexte post-féministe y sont abordés. On y découvre une jeune fille qui change de visage en fonction des situations auxquelles elle est confrontée, à la recherche d'une identité sociale.

## Produits dérivés

### Bande originale
1. We used to be friends - The Dandy Warhols (Générique)
2. I hear the bells - Mike Doughty (2x20)
3. I know I know I know - Tegan and Sara (2x16)
4. I turn my camera on - Spoon (2x03)
5. No sleep tonight - The Faders (2x05)
6. Dakota - Stereophonics (2x08)
7. Sway - The Perishers (2x17)
8. Long Time Coming - Delays (2x01)
9. On your porch - The Format (2x02)
10. Ocean city girl - Ivy (2x08)
11. Momentary Thing - Something Happens (1x18)
12. The way you are - 46bliss (1x11)
13. Lost & Found - Adrienne Pierce (2x21)
14. Lilly Dreams On - Cotton Mather (1x22)
15. La Femme d'Argent - Air (1x01 & 1x07)

Autres chansons
- Fidelity - Regina Spektor (3x03)
- Now Is The Time - Damone
- Breathe Me - Sia Furler
- Finding Out True Love Is Blind - Louis XIV (1x20)
- One way or another - Blondie, interprété par Kristen Bell (1x12)
- Such Great Heights - The Postal Service (saison 1, épisode 5)
- Edge of the Ocean - (2x10) Ivy (aussi entendue dans Grey's Anatomy, tout comme I hear the bells et No sleep tonight) (la musique est d'ailleurs jouée deux fois dans la série)
- How Can You Mend a Broken Heart - Al Green
- Right Here,Right Now- Fatboy Slim
- Famous Lover- The Fire Marshals of Bethlehem, (1x09)
- Ventura Highway- America, (1x06)
- Art - Louque (saison 2)
- Bad Day - Daniel Powter (Véronica la chante dans une chambre)
- It Never Rains in Southern California - Albert Hammond (3x20)
- On the 54 - The Dandelions (saison 3)
- Love Hurts - Nazareth (saison 2)
- Just Another Girl - Pete Yorn (1x01)
- Crimson and Clover - Tommy James & the Shondells (1x20)
- Butterflies - David Garza (1x01)

### Romans
Rob Thomas et Jennifer Graham ont écrit le roman Veronica Mars: The Thousand Dollar Tan Line, publié aux États-Unis par Random House le 25 mars 2014, en Vintage Books  (ISBN 978-0-8041-7070-3), en livre numérique  (ISBN 978-0-8041-7071-0) ainsi qu'en livre audio lu par Kristen Bell  (ISBN 978-0-8041-9351-1). C'est le premier roman d'une série prévue, qui se déroule après les évènements du film Veronica Mars. On y retrouve Logan, Mac, Wallace et Dick Casablancas,,. Dans ce premier roman, Veronica dirige Mars Investigations pendant la convalescence de son père. Elle enquête sur la disparition d’une jeune étudiante lors du spring break de Neptune.
Le second roman, Veronica Mars: Mr. Kiss and Tell, est publié aux États-Unis par Vintage Books en janvier 2015. L'intrigue tourne autour d'une jeune femme prétendant avoir été sauvagement agressée par un employé du Neptune Grand Hotel et laissée pour morte dans l'une des chambres de l'établissement. Les propriétaires chargent alors Veronica Mars d'enquêter.
Rob Thomas a déclaré en interview que ces romans sont « canon », et ne seront pas remis en cause par un futur film.

### Web-série
En 2014, une web-série métafictionnelle intitulée Play It Again, Dick est lancée sur Internet. Dans cette série dérivée de huit épisodes, Ryan Hansen, l'interprète de Dick Casablancas dans Veronica Mars, tente de monter une série centrée sur son personnage.